# Vĩnh Cơ
Vĩnh Cơ (chữ Hán: 永璂; 7 tháng 6 năm 1752 - 17 tháng 3 năm 1776), Ái Tân Giác La, là Hoàng tử thứ 12 cũng là đích tử của Thanh Cao Tông Càn Long Đế.
Là 1 trong 4 vị Hoàng đích tử thời Càn Long, Vĩnh Cơ là người duy nhất sống đến khi trưởng thành. Nhưng sự kiện của mẹ ông Kế Hoàng hậu Na Lạp thị cắt tóc vào năm Càn Long thứ 30 (1765) đã khiến ông trở nên bị lu mờ đối với Càn Long Đế.

## Cuộc đời
Hoàng tử Vĩnh Cơ sinh vào giờ Dần, ngày 25 tháng 4 (âm lịch) năm Càn Long thứ 17 (1752), là con trai thứ 12 của Thanh Cao Tông Càn Long Đế và là con đầu lòng của Kế Hoàng hậu Na Lạp thị, Hoàng hậu thứ hai của Càn Long Đế. Ông là anh ruột của Hoàng ngũ nữ và Hoàng thập tam tử Vĩnh Cảnh (永璟).
Càn Long Đế mỗi ngày đều sẽ tự đến thỉnh an Sùng Khánh Hoàng thái hậu, nhưng vào ngày Vĩnh Cơ sinh ra, Càn Long Đế chỉ phái Thái giám đến báo, còn mình thì tự đến cung của Hoàng hậu (Dực Khôn cung) chào đón Hoàng tử ra đời. Do mẹ là Hoàng hậu, Hoàng tử Vĩnh Cơ được xem là ["Hoàng đích tử"] - danh từ dùng để gọi Hoàng tử do Hoàng hậu hạ sinh. Sau cái chết của Đoan Tuệ Hoàng thái tử Vĩnh Liễn cùng Hoàng thất tử Vĩnh Tông, Vĩnh Cơ là Đích tử duy nhất vào lúc đó của Càn Long Đế. Càn Long Đế đối với sự ra đời của Vĩnh Cơ rất vui mừng, không chỉ có viết thơ kỷ niệm, còn báo với các đại thần cùng ông "chung vui".
Tên "Cơ" của Vĩnh Cơ, cũng đọc "Kỳ", là loại ngọc thường dùng để đính trên các đồ dùng bằng da của Thiên tử. Đánh giá về Vĩnh Cơ, nhà sử học và ngôn ngữ học nổi tiếng Tiền Đại Hân (錢大昕), ở năm Càn Long thứ 38, ngày 12 tháng 1 (tức ngày 2 tháng 3 dương lịch), từng yết kiến Dưỡng Tâm điện, dạy bảo Hoàng tử Vĩnh Cơ, ông ghi như sau:「Dẫn đến Dưỡng Tâm điện. Nhận chỉ ở Thượng thư phòng hành tẩu, nhậm làm sư phó của Hoàng thập nhị tử. Mỗi ngày đều đến; 引見養心殿。得旨在上書房行走，派皇十二子師傅。自是每日入直。」. Sau khi làm thầy của Hoàng tử được 2 năm, ông ghi nhận Hoàng tử 「Thiên tư thuần túy, chí tính hơn người; 天資淳粹，至性過人。」.
Năm Càn Long thứ 30 (1765), tháng 2, khi trong chuyến Nam tuần định mệnh, Hoàng hậu Na Lạp thị bị đưa về Bắc Kinh, sau đó thu hồi hết sách bảo, ấn phong, đồng đẳng phế hậu mặc dù không có chỉ dụ phế truất từ Càn Long. Năm Càn Long thứ 31 (1766), ngày 14 tháng 7, Na Lạp Hoàng hậu bạo băng. Càn Long Đế khi biết tin Hoàng hậu tạ thế, thì ông đang đi săn ở Mộc Lan Vi Trường (木蘭圍場). Ông không hề sửng sốt cũng như dừng cuộc đi săn lại, mà chỉ để con trai của bà là Vĩnh Cơ trở về Bắc Kinh chịu tang cho mẹ.
Năm Càn Long thứ 35 (1770), tháng 4, Vĩnh Cơ năm 18 tuổi thành hôn, Đích Phúc tấn là Bát Nhĩ Tế Cát Đặc thị (博尔济吉氏).
Năm Càn Long thứ 36 (1771), phụ trách biên soạn 《Ngự chế Mãn Mông văn giám tổng cương - 御製滿蒙文鑑總綱》, năm đó Vĩnh Cơ mới 19 tuổi. Năm thứ 40 (1775), công việc hoàn thành, chỉ dụ: "Con làm rất tốt, nhưng có một số chỗ không rõ, sửa lại rồi trình duyệt.", lại có dụ: "Con làm được thế này, cũng đã hao tâm tư rồi", Vĩnh Cơ hồi đáp: "Thần nghe được lời dạy này, cảm thấy rất may mắn".
Năm Càn Long thứ 41 (1776), ngày 28 tháng 1 (âm lịch), giờ Sửu, Hoàng thập nhị tử Vĩnh Cơ bạo bệnh quy thiên, chỉ mới 23 tuổi. Chiếu dùng quy tắc Bất nhập bát phân để lo việc tang ma. Mộ của ông ở Chu Hoa sơn (朱華山) nằm ngoài Hỉ Phong khẩu (喜峰口) của Thanh Đông lăng, tức phía rìa Tây của Đoan Tuệ Hoàng thái tử lăng (端慧皇太子園), nơi chôn cất Hoàng nhị tử Vĩnh Liễn. Như vậy, dù các hoàng tử trưởng thành đều chôn ở Mật Vân nhưng Vĩnh Cơ lại cùng các hoàng tử chết yểu chôn bên cạnh nhau.
Thầy dạy của Vĩnh Cơ là Tiền Đại Hân thậm chí còn vì không kịp về dự tang Vĩnh Cơ mà khổ sở một thời gian, ông ấy nói bản thân chẳng làm được gì cho Vĩnh Cơ, người nhà cũng không nói cho ông chuyện Vĩnh Cơ qua đời, đến kỳ chay có tiền bối Nam hạ mới nói cho ông biết sự thật này, trăm ngày đã qua, không thể dự tang được nữa, nỗi đau này khác chi Giả Nghị khóc Lương Hoài vương năm xưa, từ đây có thể thấy được Tiền Đại Hân đối với cậu học trò này vô cùng yêu mến, vô cùng tiếc hận.

## Tương quan
Sinh thời, Hoàng thập nhị tử Vĩnh Cơ có quan hệ tốt với các anh khác mẹ là Vĩnh Dung cùng Vĩnh Tinh, những hoàng tử này có sinh mẫu đều khá thân thiết với mẹ ông là Kế Hoàng hậu Na Lạp thị. Từ đánh giá của nhiều người đương thời, có thể thấy Vĩnh Cơ thực sự là một thiếu niên "thuần túy", biết làm thơ, thường xuyên hầu giá săn bắn, có thể thấy được cưỡi ngựa bắn cung không tồi. Học giả Dương Trân trong Thanh triều hoàng vị kế thừa chế độ (清朝皇位繼承製度) đã bất bình thay Vĩnh Cơ, nói rằng các con trai của Càn Long Đế, trừ những người chết yểu, còn lại đều vì lý do khác nhau mà từng bị Càn Long Đế trách mắng, chỉ có Vĩnh Cơ trước sau luôn không bị Càn Long mắng lấy một chữ, chứng tỏ hành vi xử sự của Vĩnh Cơ không chê vào đâu được, người nghiêm khắc như Càn Long cũng không tìm được điểm xấu. Nhưng cũng có thể giải thích rằng Càn Long Đế đã lờ đứa con trai này, trừ khi cần người mặc tang phục cho người khác mới nghĩ đến ông.
Suốt cuộc đời Vĩnh Cơ không được Càn Long Đế ban phong tước hiệu gì, do không có tước vị nên dường như cũng không được phân phủ, có lẽ vẫn luôn ở trong cung. Chỉ khi qua đời, Hoàng tử Vĩnh Cơ mới được ban làm Bối lặc (貝勒) bởi người em trai của mình là Gia Khánh Đế. Bản thân Gia Khánh Đế từng ngẫu nhiên làm thơ để tưởng nhớ anh trai. Có bài sáng tác vào năm Càn Long thứ 50 (1785), khi Gia Khánh Đế (khi đó vẫn còn là Hoàng tử) đi thăm mộ của Vĩnh Cơ.
Căn cứ 《Học nhân hủy tụy đích Vĩnh Cơ bối lặc phủ - 學人卉萃的永璂貝勒府 》 của Đổng Bảo Quang (董寶光): "Vĩnh Cơ sinh thời chưa hoạch phong hào, phỏng chừng cũng không phân phủ....... Vĩnh Cơ phủ mạt đại phủ chủ Phổ Thắng huynh đệ 3 người, tới tháng 1 năm 1921 lấy 8.000 nguyên tiền Dương đem phủ bán với hoàng tổng thể thị. Bán phủ khế ước, cũ nghiệp chủ thuộc tên là: Kim Phổ Thắng, Kim Phổ Lâm cùng Kim Phổ Đa".

## Gia đình
Hoàng thập nhị tử Vĩnh Cơ chỉ có một Đích Phúc tấn là Bát Nhĩ Tế Cát Đặc thị (博爾濟吉氏), được chỉ định vào tháng 6 năm Càn Long thứ 31 (1766), do Hoàng hậu Na Lạp thị mất mà phải đến năm Càn Long thứ 35 mới cử hành lễ. Không con.
Do không có con, cũng không có người thừa tự, Càn Long Đế chọn Miên Tư [綿偲; 1776 - 1848], con trai thứ 4 của Thành Triết Thân vương Vĩnh Tinh làm con thừa tự của Vĩnh Cơ. Miên Tư sinh ngày 29 tháng 2 (âm lịch) năm thứ 41, chỉ tầm 1 tháng sau khi Vĩnh Cơ qua đời, nhưng khi vừa tròn 2 tháng tuổi đã được đem đi làm con thừa tự cho Vĩnh Cơ. Một chi hệ Vĩnh Cơ nhập Chính Hồng kỳ, cùng kỳ tịch với Quả vương phủ (hậu duệ Dận Lễ), Thành vương phủ (hậu duệ Vĩnh Tinh) và Chung vương phủ (hậu duệ Dịch Hỗ).
Năm Gia Khánh thứ 4 (1799), tháng giêng, Miên Tư được sơ phong Nhất đẳng Trấn quốc Tướng quân, 3 tháng sau thì Vĩnh Cơ truy phong Bối lặc. Năm thứ 24 (1819), lại phong Bối tử. Thời Đạo Quang, năm thứ 18 (1838), lấy lý do cùng đọc sách với Hoàng đế tại Thượng thư phòng, tấn Bối lặc. Qua đời, con Miên Tư là Dịch Tấn tập tước Bối tử, sau lại có Dịch Thiện tập Trấn quốc công.